# Marie-Jeanne Musiol
Marie-Jeanne Musiol, née le 8 avril 1950 à Winterthour en Suisse, est une photographe canado-suisse. Elle vit et travaille à Gatineau.

## Biographie
Dès les années 80, l'artiste explore l’énergie naturelle des plantes en utilisant l'effet Kirlian et un matériau sensible à la lumière tel un film négatif. Elle fonde le centre artistique Daïmôn en 1986. En 1994, elle se fait connaître du grand public avec la série L'Ombre de la forêt : photos d'arbres ayant poussé à partir des cendres à Auschwitz. En 2018 parait La forêt radieuse : un herbier énergétique qui présente 20 années de recherche sur l'aura entourant les corps biologiques.
Son travail fait partie des collections du Musée des beaux-arts du Canada et du Musée national des beaux-arts du Québec.

## Honneurs
- 2018 : Prix hommage au Gala des Culturiades de Gatineau[4]

## Expositions
- 2005 : Maison européenne à Paris[4]
- 2005 : Musée d'art contemporain Ludwig à Budapest[4]
- 2019 : Galerie Pierre-François Ouellette Art Contemporain[2]

## Musée et collections publiques
- Musée des beaux-arts du Canada[1]
- Musée national des beaux-arts du Québec[6]